# Тейт, Генри
Сэр Генри Тейт (англ. Henry Tate; 1819—1899) — британский промышленник и филантроп, основатель одноимённой художественной галереи в Лондоне.

## Биография
Родился 11 марта 1819 года в городке Чорли, графство Ланкашир, Англия, в семье унитарианского священнослужителя достопочтенного Уильяма Тейта (англ. Reverend William Tate) и его жены Агнессы Бут (англ. Agnes Booth).
Когда ему было 13 лет, он стал учеником бакалейщика в Ливерпуле. Затем занял место управляющего на небольшом сахарном заводе. В 1859 году Тейт стал партнером сахарной компании John Wright & Co., имеющей сахарные заводы. К 1869 году он получил полный контроль над компанией и переименовал её в Henry Tate & Sons. В 1875 году лицензировал патент немецкого изобретателя Ойгена Лангена для приготовления кубиков сахара, и в 1877 году он открыл завод в Силвертауне близ Лондона, который работает до сих пор.
Тейт быстро стал миллионером и щедро жертвовал на благотворительность. В 1889 году он передал свою коллекцию из 65 картин правительству, при условии, что они будут представлены в галерее, на строительство которой он пожертвовал 80 000 фунтов. Национальная галерея британского искусства, ныне известная как галерея Тейт Британия, была открыта 21 июля 1897 года на месте старой тюрьмы Миллбэнк. Кроме этого, Тейт сделал много других пожертвований: 10 000 фунтов — для библиотеки Harris Manchester College, Оксфорд; 20 000 фунтов — на гомеопатическую клинику Hahnemann Hospital в Ливерпуле; 42 500 фунтов для Ливерпульского университета; 3500 фунтов — на женский Bedford College; 8000 фунтов — на ливерпульский лазарет Liverpool Infirmary; а также ряд других целей.
Тейт получил титул баронета в 1898 году, за год до смерти. Первоначально он отказался от этой почести, но согласился, когда ему сообщили, что королевская семья обидится, если он откажется снова.
Умер 5 декабря 1899 года в Лондоне.
В 1921 году его компания Henry Tate & Sons объединилась с Abram Lyle & Sons, образовав предприятие Tate & Lyle.

## Память
- Генри Тейту установлено много памятных досок, одна из них была открыта в 2001 году на месте его первого магазина по 42-й Гамильтон-стрит в Беркенхеде.
- В 2006 году один из пабов сети Wetherspoons в родном городе Чорли был назван в его честь.

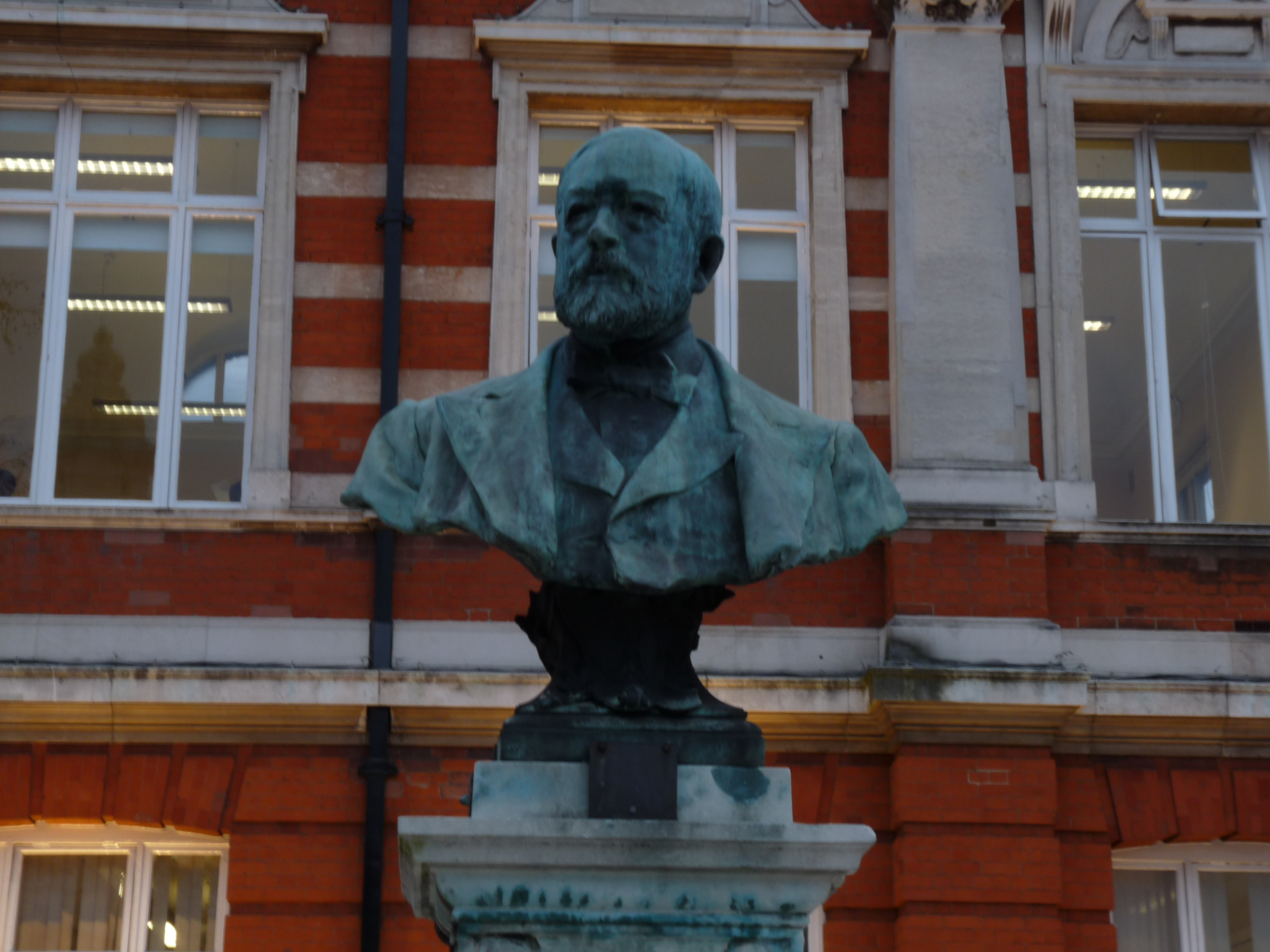
Бюст в Брикстоне
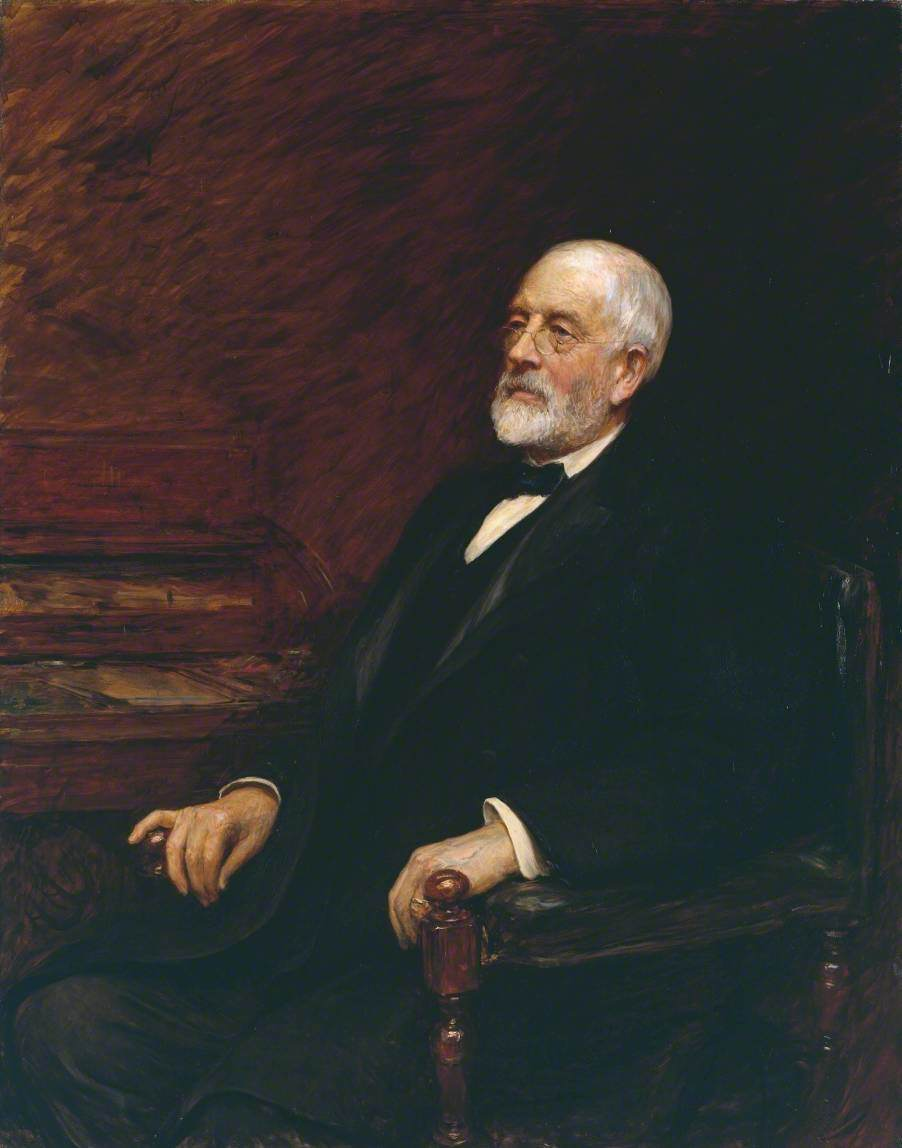
Портрет работы Губерта Геркомера
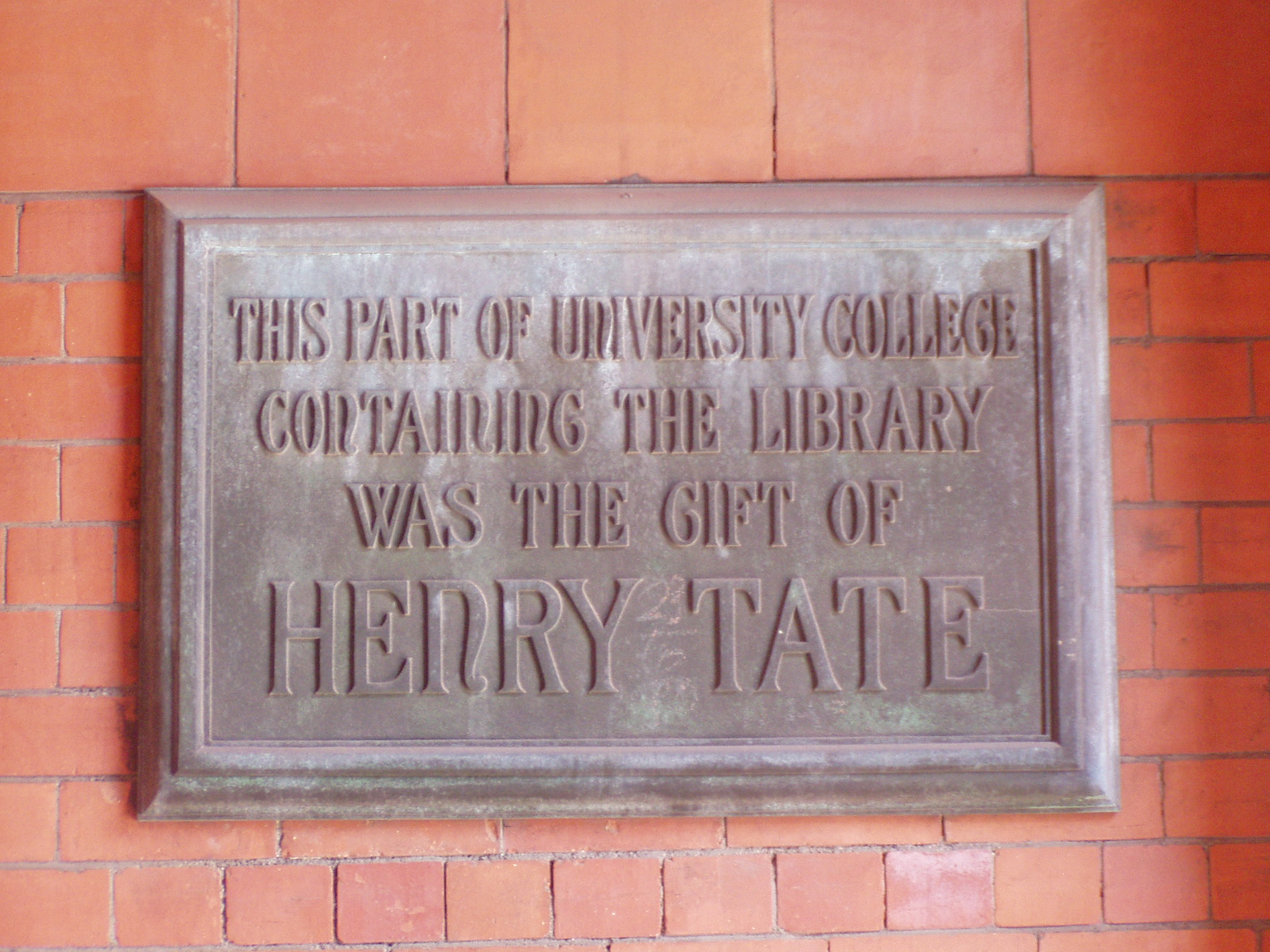
Памятная доска